# 포털 (건축)

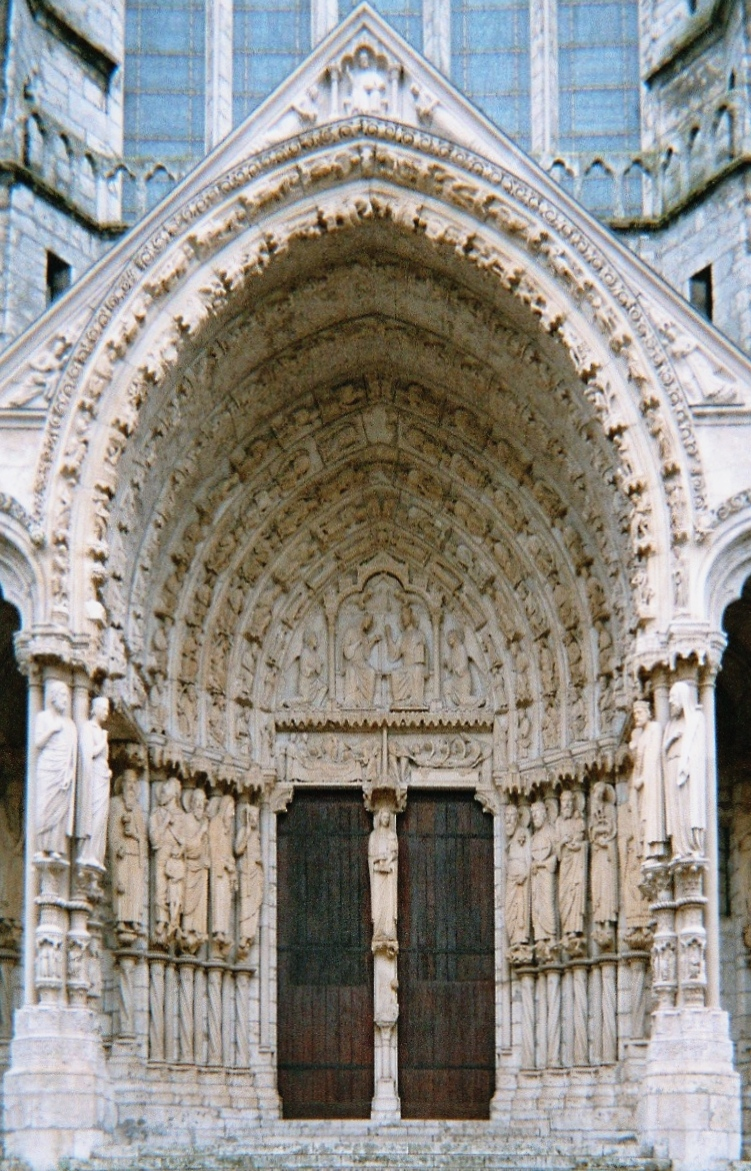
샤르트르 대성당의 포털과 아키볼트

포털(Portal)은 건물, 문 또는 성채의 벽에 존재하는 통로이다. 특히, 중요한 구조물로 연결되는 거대한 입구다. 통로에 존재하는 문, 금속 관문 또는 포트컬리스는 출입을 통제하는 용도로 사용될 수 있다. 통로를 둘러싼 표면은 간단한 건축재료 또는 장식물(아키볼트)로 꾸며진다. 포털은 홍예석, 팀파눔, 장식된 멀리온 또는 문 사이의 기둥 및 교회의 서쪽 기념문 조각으로 만든 기둥들로 구성될 수 있다.

## 예

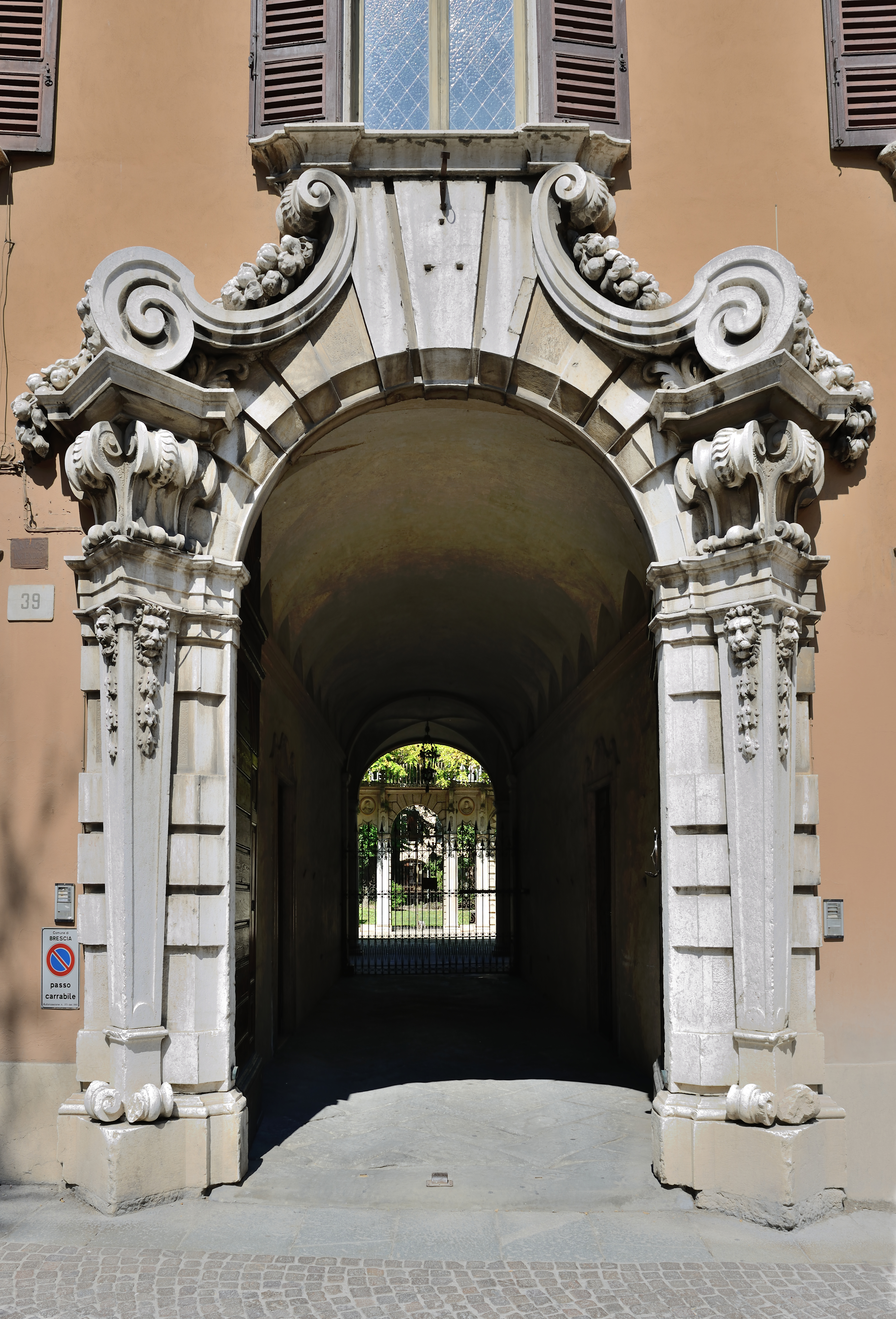
브레시아에 있는 개인 궁전의 바로크 양식의 포털
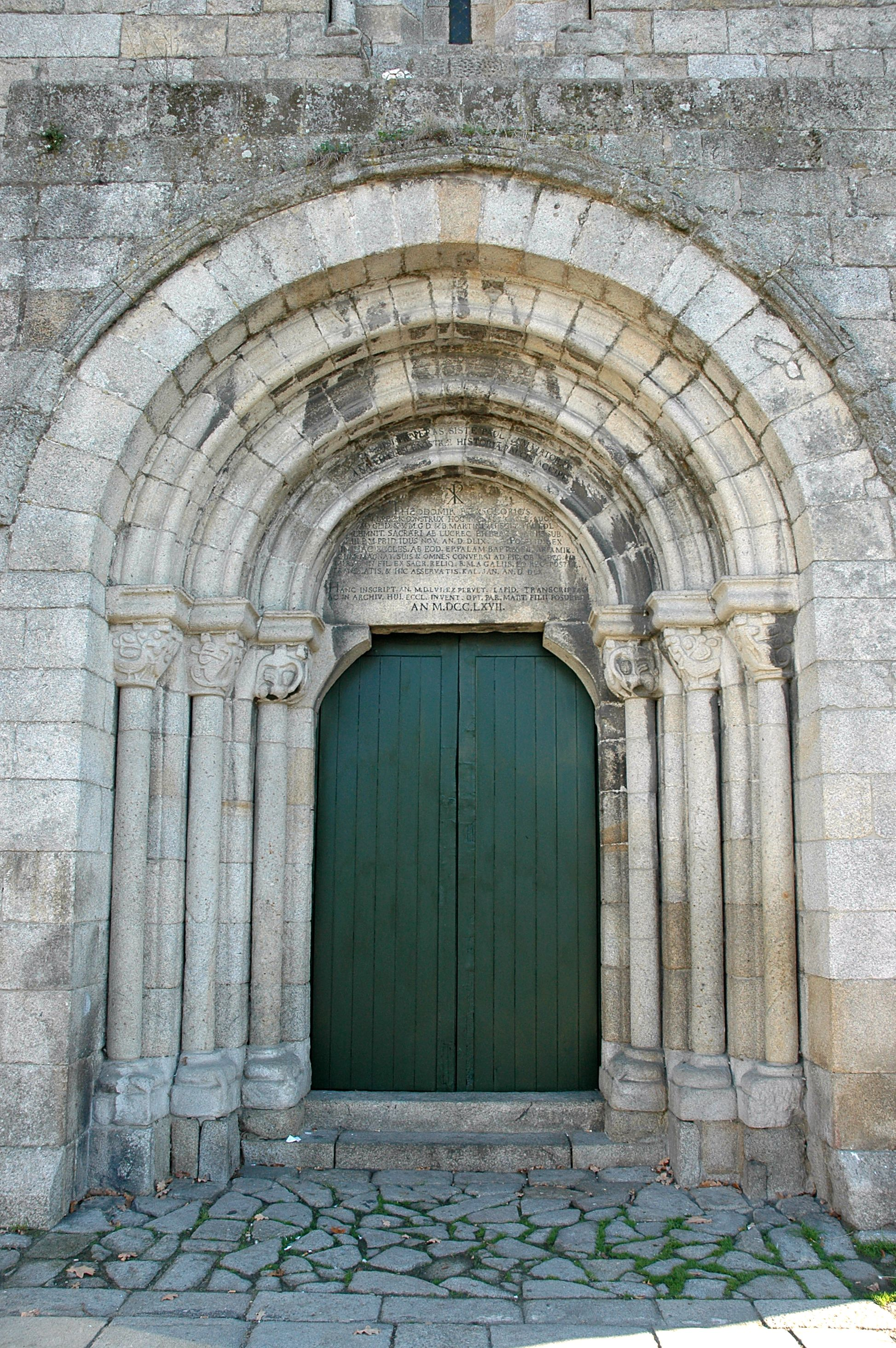
산 마르띠노 데 세도페이따 교회의 중첩된 아치로 구성된 포털
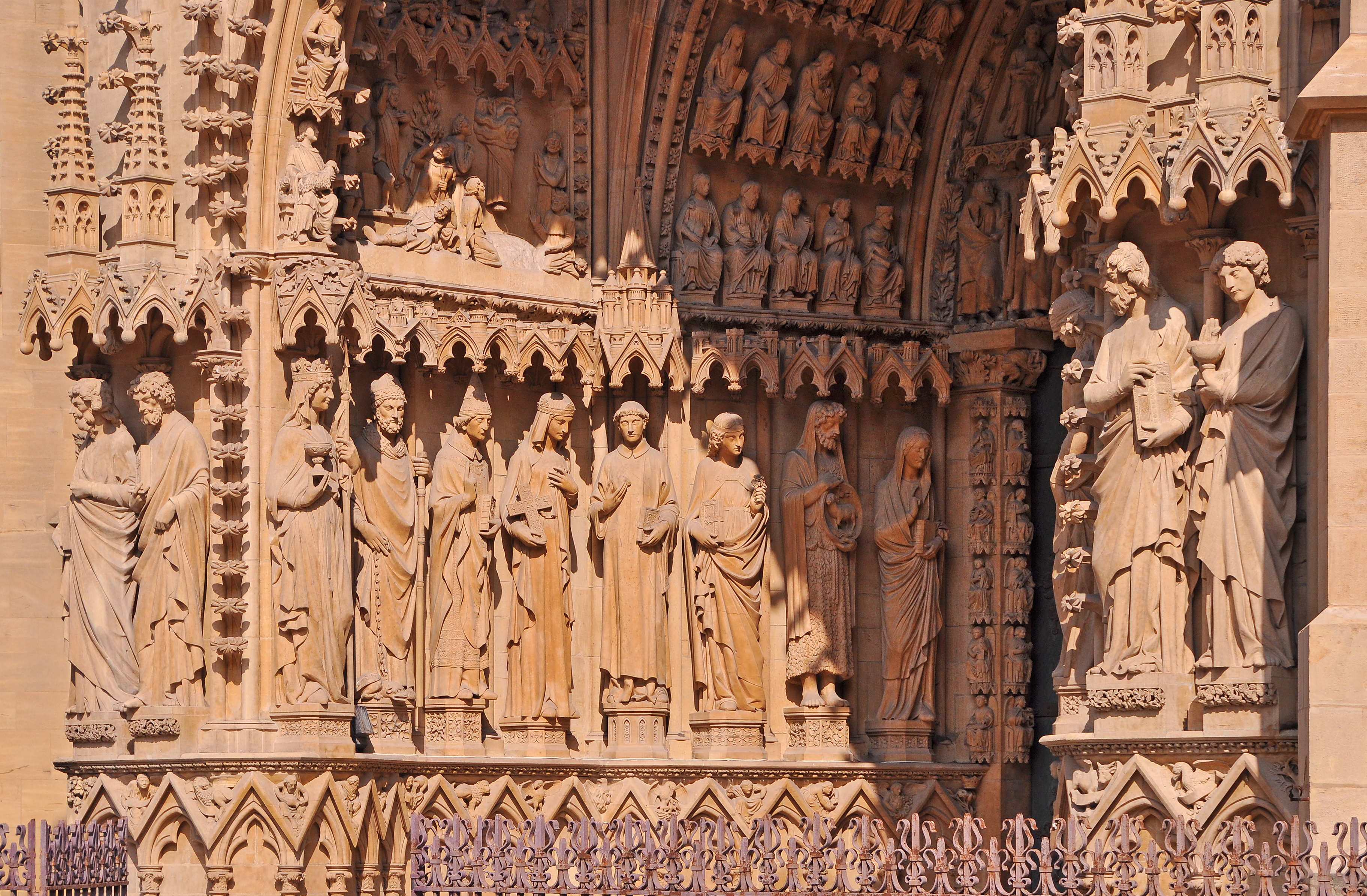
메스(Metz) 성당의 고딕 양식 포털
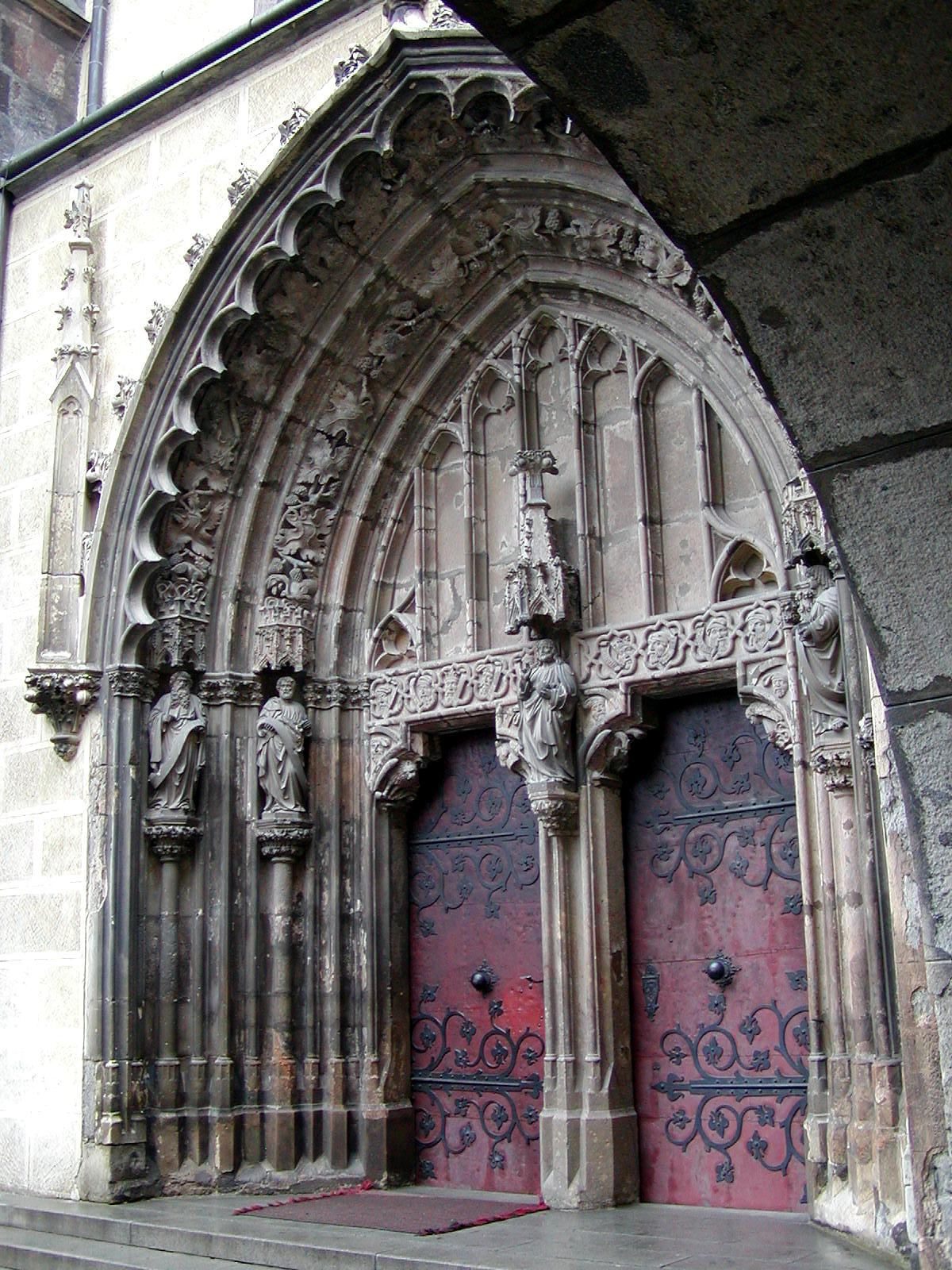
Hronský Beňadik 교회의 포털

## 다른 사용
포털이라는 용어는 터널의 양끝에도 적용된다.

## 같이 보기
- 주랑 현관